# UEFA Super Cup
UEFA Super Cup er en årlig fodboldkamp, organiseret af UEFA, der bliver spillet imellem mesteren af Champions League og mesteren af Europa League fra tidligere sæson. Kampen spilles i starten af en fodboldsæson, normalt på en fredag. Stade Louis II i Monaco har været kampens spillested 1998-2012. Turneringen er efterfølgende blevet spillet på forskellige neutrale baner i Europa, såsom Eden Arena i Prag, Cardiff City Stadium i Wales og Mikheil Meshki Stadium i Tbilisi.
De nuværende mestre (2025) er PSG, som vandt over Europa League mestrene Tottenham efter straffesparkskonkurrence.

## Historie
Idéen om Super cuppen udsprang i Holland i 1971, da hollandsk fodbold havde sit højdepunkt. En journalist og senere hen redaktøren for hollands største avis, De Telegraaf, Anton Witkamp mente at det definitivt ville afgøre, hvilket hold der var det største i Europa, hvis man satte vinderne af Mesterholdenes Europa Cup og UEFA Cup Winner's Cup op imod hinanden. Idéen var samtidig også en hyldest til Ajax, som var det ledende hold af hollands storhedstid i europæisk fodbold.
| Citat         | So why not pit the holders of the European Champion Clubs' Cup against the winners of the Cup Winners' Cup? Why not throw down a challenge to Ajax? | Citat |
| Anton Witkamp | |       |

Den daværende formand for Ajax, Jaap van Praag, kunne godt lide idéen og tog derfor, sammen med Anton Witkamp, til Zürich for at tale med den daværende UEFA præsident, Artemio Franchi, om en eventuel indførelse af Super Cuppen. På dette tidspunkt, i 1972, var Ajax mestrene af Mesterholdenes Europa Cup, imens Glasgow Rangers fra Skotland var mestrene af UEFA Cup Winner's Cup. UEFAs præsident valgte at afslå idéen da Glasgow Rangers var under karantæne og ikke måtte deltage i Europæisk fodbold pga. uacceptabel opførsel fra deres tilskuere i en tidligere episode. Kampen imellem Ajax og Glasgow Rangers blev dog spillet alligevel, men aldrig godkendt af UEFA. Der var enighed om at to kampe skulle spilles, en i Amsterdam og en i Glasgow. Ajax vandt samlet 6-3, men denne titel er aldrig blevet anerkendt af UEFA.
Den første udgave af Super Cuppen, som blev godkendt af UEFA, var Super Cuppen for 1973, som dog først blev spillet i januar 1974. Dette var den eneste udgave af Super Cuppen som først blev spillet i det næste kalenderår, frem for i starten af den næste fodboldsæson. Her vandt Ajax samlet 6-1 over italienske AC Milan. Selvom Witkamps formål, der gik ud på at vise hvor mægtigt et hold Ajax var på daværende tidspunkt var en succes, blev turneringen fremover ikke anset for at være vigtig, i modsætning til andre større europæiske turneringer. Det er i alt sket 3 gange at turneringen ikke bliver afviklet, de fleste af gangene pga. at et, eller begge hold, ikke kunne finde frem til, eller blive enige om, hvornår deres opgør skulle afvikles.
I perioden 1972-1994 blev den årlige kamp kaldt European Super Cup, hvorefter det nye navn i 1995 blev UEFA Super Cup. Opgørene er indtil 1997 blevet afgjort over to kampe, en på hjemmebanen af hvert deltagende hold. Fra 1998 og fremover blev der enighed om, kun at spille en kamp og at kampene skulle spilles på Stade Louis II i Monaco. Fra 2013 og fremover vil kampene ikke længere blive spillet på Stade Louis II, men på flere andre stadions i Europa, imens man stadig holder fast i, at der kun skal spilles én kamp.

## Statistikker

### Vindere
| Klub                 | Mestre | Andenplads | År Mestre                          | År på Andenplads                   |
| -------------------- | ------ | ---------- | ---------------------------------- | ---------------------------------- |
| Real Madrid          | 6      | 3          | 2002, 2014, 2016, 2017, 2022, 2024 | 1998, 2000, 2014                   |
| Milan                | 5      | 2          | 1989, 1990, 1994, 2003, 2007       | 1973, 1993                         |
| Barcelona            | 5      | 4          | 1992, 1997, 2009, 2011, 2015       | 1979, 1982, 1989, 2006             |
| Liverpool            | 4      | 2          | 1977, 2001, 2005, 2019             | 1978, 1984                         |
| Atlético Madrid      | 3      | 0          | 2010, 2012, 2018                   | –                                  |
| Bayern München       | 2      | 3          | 2013, 2020                         | 1975, 1976, 2001                   |
| Ajax                 | 2      | 1          | 1974, 1995                         | 1987                               |
| Anderlecht           | 2      | 0          | 1976, 1978                         | –                                  |
| Juventus             | 2      | 0          | 1984, 1996                         | –                                  |
| Valencia             | 2      | 0          | 1980, 2004                         | –                                  |
| Chelsea              | 2      | 3          | 1998, 2021                         | 2012, 2013, 2019                   |
| Sevilla              | 1      | 6          | 2006                               | 2007, 2014, 2015, 2016, 2020, 2023 |
| Porto                | 1      | 3          | 1987                               | 2003, 2004, 2011                   |
| Manchester United    | 1      | 2          | 1991                               | 1999, 2008                         |
| Dynamo Kyiv          | 1      | 1          | 1975                               | 1986                               |
| Nottingham Forest    | 1      | 1          | 1979                               | 1980                               |
| Aston Villa          | 1      | 0          | 1982                               | –                                  |
| Aberdeen             | 1      | 0          | 1983                               | –                                  |
| Steaua București     | 1      | 0          | 1986                               | –                                  |
| Mechelen             | 1      | 0          | 1988                               | –                                  |
| Parma                | 1      | 0          | 1993                               | –                                  |
| Lazio                | 1      | 0          | 1999                               | –                                  |
| Galatasaray          | 1      | 0          | 2000                               | –                                  |
| Zenit St. Petersburg | 1      | 0          | 2008                               | –                                  |
| Manchester City      | 1      | 0          | 2023                               | –                                  |